# 클로디아 콜브
클로디아 앤 콜브(Claudia Anne Colb, 1949년 12월 19일 ~ )는 전 미국의 수영 선수이며, 올림픽 2관왕이자 4개의 종목들에서 전 세계 기록 보유자이다.
캘리포니아주 헤이워드에서 태어난 콜브는 14세의 나이로 1964년 도쿄 올림픽에서 미국을 대표하였다. 그녀는 200m 평영에 나가 올림픽 신기록(2분 46.6초)을 세운 소련의 갈리나 프로주멘시코바에 밀려 자신의 2위 상연(2분 47.6초)으로 은메달을 땄다.
1968년 멕시코시티 올림픽에서 콜브는 2개의 금메달을 획득하였다. 그녀는 개인혼영 종목들에서 자신의 경쟁을 지배하여 200m(2분 24.7초)와 400m(5분 08.5초) 양종목을 우승하였다. 콜브는 예선들과 결승전들에서 양종목의 올림픽 신기록을 세웠다.
자신의 경력 동안 콜브는 25개의 AAU 선수권을 우승하고 23개의 세계 기록들을 세웠다. 1967년 스위밍 월드 잡지에 의하여 "올해의 세계 수영 선수"로 선정되었다. 1975년 국제 수영 명예의 전당으로 헌액되었다.
멕시코시티 올림픽 후에 수영에서 은퇴하였다. 그녀는 샌타클래라와 인디애나주 사우스벤드에서 수영 클럽들과 스탠퍼드 대학교와 퍼시픽 대학교에서 대학 팀들의 코치를 맡았다. 그녀의 스탠퍼드 수영 선수들은 1980년 AIAW 국내 팀 선수권을 우승하였다.
그녀는 현재 오리건주에 살고 있다.

## 같이 보기
- 올림픽 수영 여자 메달리스트 목록
- 수영 평영 100m 세계 기록 추이
- 수영 개인혼영 200m 세계 기록 추이
- 수영 개인혼영 400m 세계 기록 추이
- 수영 혼계영 400m 세계 기록 추이